# Аліковський район
А́ліковський район (рос. Аликовский район, чув. Элĕк районĕ) — муніципальний район на північному заході Чуваської Республіки. Адміністративний центр — село Аліково

## Історія
Район утворений 1927 року.

## Географія
Район розташований на північному заході республіки. Межує з іншими районами Чувашії — Моргауським на півночі, Ядринським на північному заході, Красночетайським на заході, Красноармійським на сході, Шумерлинським на південному заході, Вурнарським на південному сході.

## Населення
Населення району становить 15173 особи (2019, 18282 у 2010, 21745 у 2002).

## Адміністративно-територіальний поділ
На території району 12 сільських поселень:
| Поселення                              | Площа, км² | Населення, осіб (2002) | Населення, осіб (2010) | Населення, осіб (2019) | Центр          | Населені пункти |
| -------------------------------------- | ---------- | ---------------------- | ---------------------- | ---------------------- | -------------- | --------------- |
| Аліковське сільське поселення          | 30,80      | 4074                   | 3698                   | 3370                   | Аліково        | 10              |
| Великовильське сільське поселення      | 28,50      | 1219                   | 1006                   | 832                    | Велика Вила    | 3               |
| Єфремкасинське сільське поселення      | 66,95      | 2523                   | 2053                   | 1702                   | Єфремкаси      | 13              |
| Ілгишевське сільське поселення         | 25,68      | 999                    | 814                    | 608                    | Ілгишево       | 6               |
| Кримзарайкінське сільське поселення    | 31,87      | 1030                   | 848                    | 594                    | Кримзарайкіно  | 9               |
| Пітішевське сільське поселення         | 34,79      | 946                    | 915                    | 759                    | Пітішево       | 6               |
| Раскільдінське сільське поселення      | 43,22      | 1398                   | 1083                   | 791                    | Раскільдіно    | 5               |
| Таутовське сільське поселення          | 61,48      | 2543                   | 2151                   | 1826                   | Таутово        | 11              |
| Тенеєвське сільське поселення          | 22,69      | 960                    | 822                    | 634                    | Тенеєво        | 5               |
| Чувасько-Сорминське сільське поселення | 65,22      | 1860                   | 1473                   | 1259                   | Чуваська Сорма | 16              |
| Шумшеваське сільське поселення         | 70,17      | 2228                   | 1832                   | 1449                   | Шумшеваші      | 19              |
| Яндобинське сільське поселення         | 72,75      | 1965                   | 1587                   | 1349                   | Яндоба         | 12              |

## Найбільші населені пункти
Населені пункти з чисельністю населення понад 1000 осіб:
| № | Населений пункт | Населення, осіб (2002) | Населення, осіб (2010) |
| - | --------------- | ---------------------- | ---------------------- |
| 1 | Аліково         | 2 914                  | 2 653                  |

## Господарство
Район є сільськогосподарським, тут вирощують зернові та картоплю, розводять велику рогату худобу та коней. Промисловість представлена підприємствами харчової, деревообробної галузей та виробництвом будівельних матеріалів.

## Персоналії
В поселенні народився Волков Олександр Іванович (1946—1991) — чуваський прозаїк.